# Jequié
Jequié est une ville brésilienne du centre-sud de l'État de Bahia.

## Géographie
Jequié se situe par une latitude de 13° 51′ 51″ sud et par une longitude de 40° 04′ 54″ ouest, à une altitude de 215 mètres.
Sa population était de 161 391 habitants au recensement de 2013. La municipalité s'étend sur 3 035 km2.
Elle est le principal centre urbain de la microrégion de Jequié, dans la mésorégion Centre-Sud de Bahia.